# José María Peralta
Pour les articles homonymes, voir Peralta.
José María Peralta (né à San Salvador en décembre 1807 - mort en 6 décembre 1883) est un homme politique salvadorien. Il gouverne le pays du 15 février au 12 mars 1859 et du 16 décembre 1860 au 7 février 1861, par désignation.

## Politique
Le 25 septembre 1853, José María Peralta est élu au poste de frère aîné du conseil de la charité de la Junta de Caridad del Hospital de San Salvador. 
Le 15 février 1859, le général Joaquín Eufrasio Guzmán remet le commandement suprême au sénateur José María Peralta. Le même jour, Peralta nomme le général Gerardo Barrios au commandant militaire de la République. 
Le 3 mars 1859, les musiciens de l'orchestre militaire dirigé par le musicien principal Antonio Tórtola s'emparent de la caserne de Saint-Domingue (où la bibliothèque nationale est installée) et des magasins de munitions et d'armes. Ces derniers  devaient être rejoints par les garnisons de Casa Mata, de Santa Tecla et par les habitants de Cojutepeque, sans succès. Le commandant Eusebio Bracamonte, assisté du colonel Santiago González, reprenne la caserne. Le but de l'insurrection était de redonner au général Miguel Santín del Castillo la présidence, ayant été destitué par Gerardo Barrios. Le général Santiago Delgado, désigné chef de l'insurrection, est arrêté. 
Le 12 mars 1859, le sénateur président José María Peralta remet le mandat suprême au général Barrios. 
Le 16 décembre 1860, il reçoit à nouveau la présidence de Gerardo Barrios, ce dernier se rendant au Guatemala. 